# Hagen (Braunschweig)

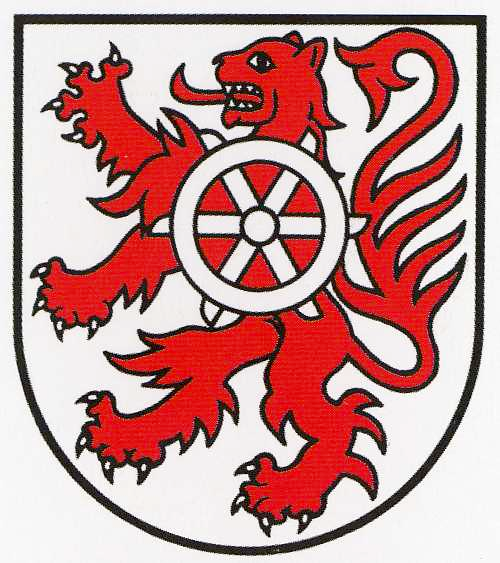
Wappen des Weichbildes Hagen

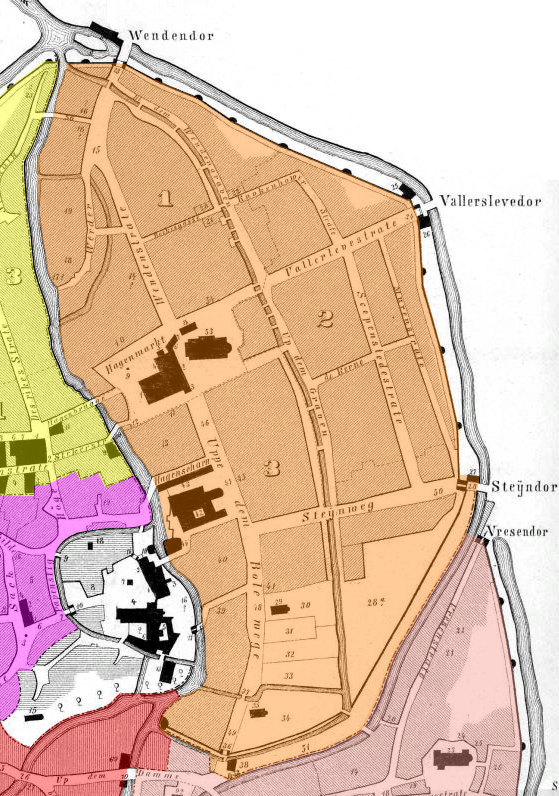
Das Weichbild Hagen um 1400 (orange dargestellt)

Der Hagen ist das zweite von fünf Weichbilden der Stadt Braunschweig.

## Geschichte
Der Hagen wurde nach 1160 von Heinrich dem Löwen gegründet und erhielt 1227 das Stadtrecht. Schutzpatronin des Hagen war die heilige Katharina. Nach ihr wurde auch die Pfarrkirche des Hagen, St. Katharinen, benannt. Sie wurde 1172 begonnen, gegründet ebenfalls durch Heinrich den Löwen. Das Wappen des Hagen trägt neben dem Braunschweiger Löwen auch ein Rad, das Attribut der Schutzpatronin.
Der Hagen befindet sich auf ursprünglich sumpfigem Gebiet. Zur Entwässerung und Befestigung warb Heinrich der Löwe Straßenbauer aus Holland an, die später Straßen anlegten, Grund entwässerten und bebauten. Zur damaligen Zeit war das Weichbild Hagen vermutlich von einer Hecke umzäunt. Darauf lässt der Name Hagen schließen: Ein Hag war im Mittelalter ein von einer Hecke eingehegtes, also umzäuntes Gebiet.
Die erste Straße, die die Holländer begannen, war der Bohlweg; er diente als Zufahrtsstraße zum Moor vom Weichbild Altewiek aus. Gleichzeitig wurde auch der Bau von Wallanlagen begonnen, wobei man auch zwischen Hagen und Altewiek einen Befestigungswall anlegte, der den Hagen von Altewiek trennte. Altewiek selbst hatte jedoch keine Wallanlagen; sie wurden erst später errichtet. Somit lag Altewiek zunächst außerhalb der Braunschweiger Wallanlagen. Der Hagen wurde in typischer Schachbrettform angelegt, wobei kaum auf Symmetrie geachtet wurde.
Im Jahr 1385 wurde eine städtische Waage auf dem Hagenmarkt errichtet. Dort befand sich einst auch das Rathaus des Hagen. Es wurde um 1230 errichtet und um 1400 erstmals und ein weiteres Mal um 1578 umgebaut und erweitert. Von 1689 bis 1690 wurde das Hagenrathaus mit dem nebenstehenden Hagener Gewandhaus (1302 erstmals erwähnt) zum Braunschweiger Opernhaus umgebaut. Am 1. September 1861 fand die Schlussvorstellung statt, 1864 wurde das Opernhaus schließlich abgebrochen. Seine Aufgabe übernahm das neue Theaterhaus am Steinweg. Der nach Abbruch des Opernhauses freigewordene Platz wurde dem Hagenmarkt zugeschlagen; hier steht seit 1874 der Heinrichsbrunnen.
1269 vereinigte sich der Weichbildrat des Hagen mit dem der Altstadt und der Neustadt zu einem neuen, dem sogenannten „Gemeinen Rat“.
Von der mittelalterlichen Wohnbebauung des Hagen ist heute nichts mehr übrig. Im Zweiten Weltkrieg wurde der Hagen durch Bombardierungen aus der Luft größtenteils zerstört. Die Fachwerkhäuser verbrannten restlos. Von den massiven Häusern verblieben meist nur die Außenmauern. Nur einzelne Häuser blieben intakt. Einzige ältere Überreste sind heute neben der mittelalterlichen Katharinenkirche das Renaissanceportal der alten Hagenmarktapotheke und das Renaissanceportal des Kalmschen Hauses, die in andere Teile der Stadt versetzt wurden.
| Durch über 40 Bombenangriffe während des Zweiten Weltkrieges, insbesondere den Bombenangriff vom 15. Oktober 1944, großflächig zerstörte und beschädigte Bereiche der nordöstlichen Braunschweiger Innenstadt, zwischen Steinweg (oben), Hagenmarkt (rechts), Fallersleber Straße (unten) und Theaterwall (links). Zur Orientierung: | |
| 1) | Das schwer beschädigte Braunschweiger Schloss. |
| 2) | Der Burgplatz; darunter das Staatsministerium in der Dankwardstraße, dem links gegenüber das Rathaus. Auf dem Burgplatz sind rechts die Burg Dankwarderode und der Braunschweiger Dom erkennbar. |
| 3) | Der Ruhfäutchenplatz grenzt an die Burg Dankwarderode und das Hotel Deutsches Haus. |
| 4) | Am linken Bildrand ist das Staatstheater erkennbar. |
| 5) | Die zerstörten Gebäude von Wilhelmsgarten. |
| 6) | Die schwer beschädigte Katharinenkirche am Hagenmarkt. |
| 7) | Die Ruine der Hagenmarkt-Apotheke. |
| 8) | Das ausgebrannte Bierbaumsche Haus an der Fallersleber Straße. |
| Ausschnitt aus einer Luftaufnahme der USAAF vom 12. Mai 1945 | |

Das Portal der Apotheke befindet sich nun am Gewandhaus am Altstadtmarkt, das Portal des Kalmschen Hauses an der Opfermanntwete in der Neustadt. Im Gegensatz zu anderen Teilen der Stadt wurde im Hagen keine Traditionsinsel realisiert, keine Gebäude rekonstruiert, und alle Häuser, deren Außenmauern erhalten waren, rigoros abgerissen. Das Gebiet des Hagen wurde mit einer modernen Bebauung überplant, für die noch intakte Häuser ebenfalls abgerissen wurden. Von den jüngeren Bauwerken verblieben das Ministerialgebäude, das Braunschweiger Rathaus, ein Wohnhaus am Ritterbrunnen, ein Bankgebäude am Bohlweg (mittlerweile ebenfalls abgebrochen), das als Gloria-Kino bekannte Gebäude an der Wendenstraße, das ehemalige Krankenhaus an der Wendenstraße sowie einzelne Häuser am Werder, der Reichsstraße und der Schubertstraße. Das Braunschweiger Schloss, das noch zu großen Teilen erhalten war, fiel ebenfalls der Stadtplanung und den Abrissarbeiten zum Opfer. Ein Kaufhaus am Langen Hof wurde ebenfalls zugunsten eines Neubaus abgerissen. Zudem hatte sich noch die Markthalle erhalten, von der heute jedoch nur noch teilweise die Außenmauern stehen.

## Wappen
Beschreibung: Im silbernen Schild ein roter aufrechter rotgezungter schwarzbewehrter Löwe, dem ein silbernes sechsspeichiges Rad aufliegt.

## Bilder

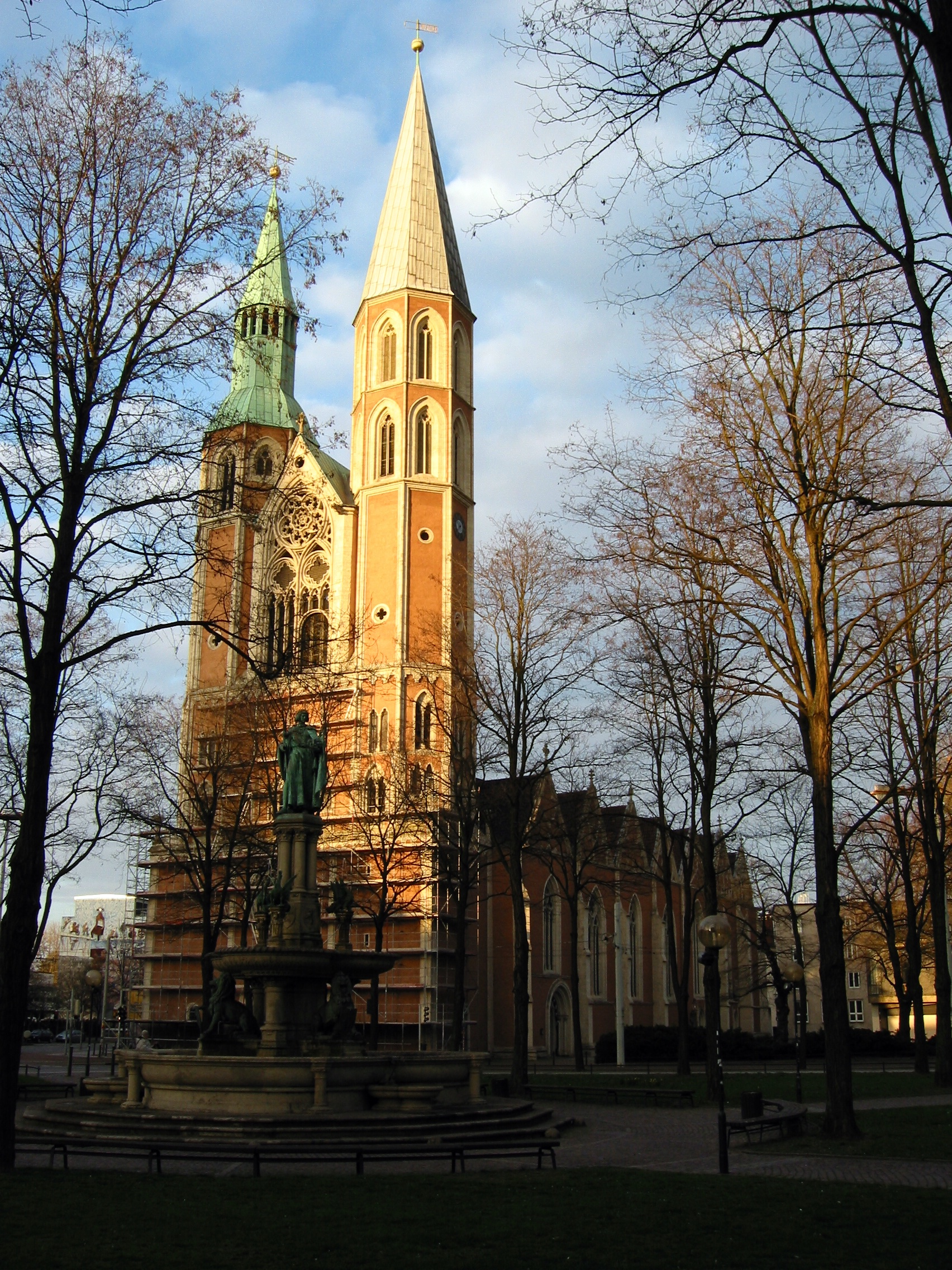
Die Katharinenkirche, Pfarrkirche des Hagen
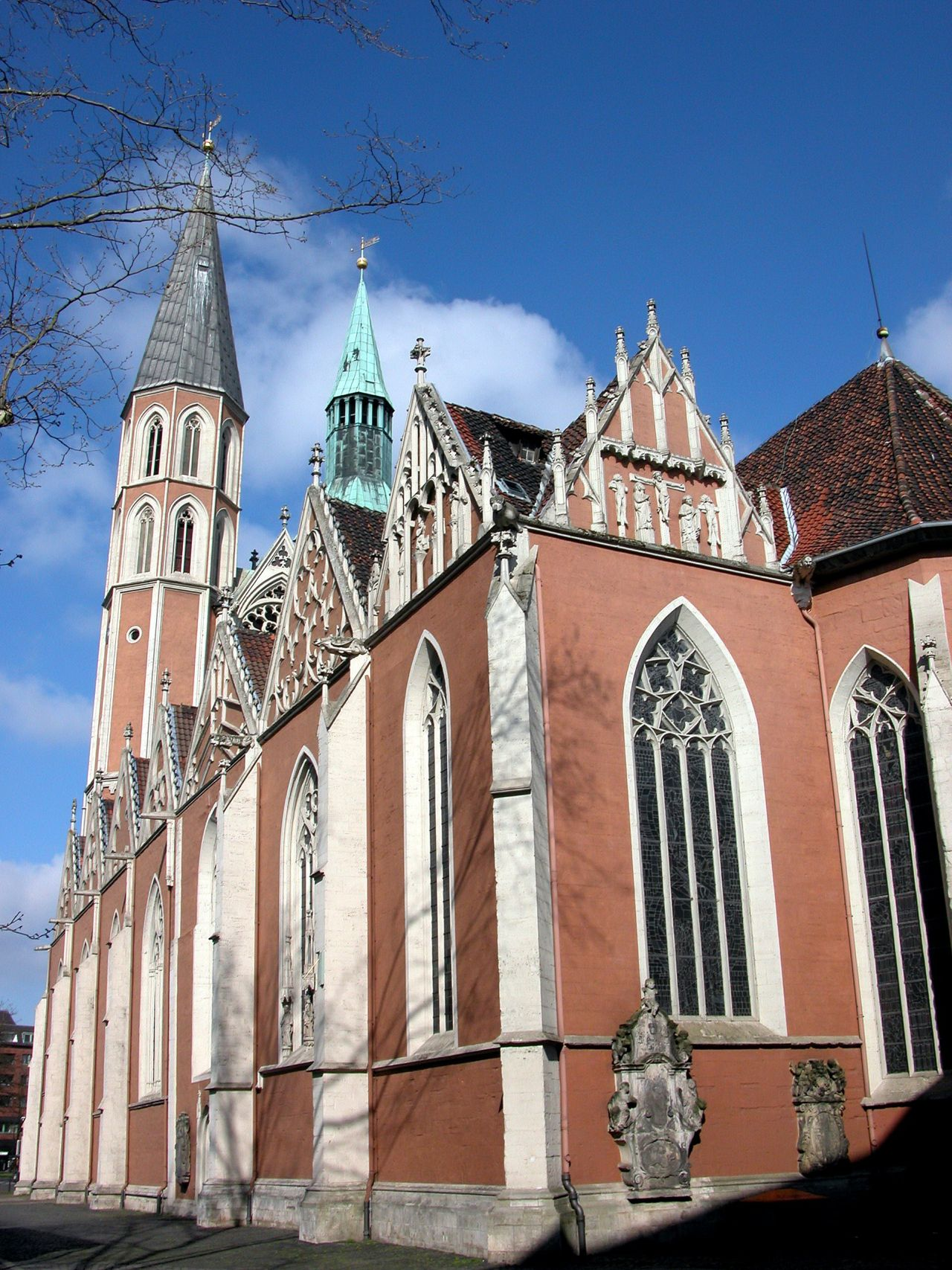
Katharinenkirche von Südosten
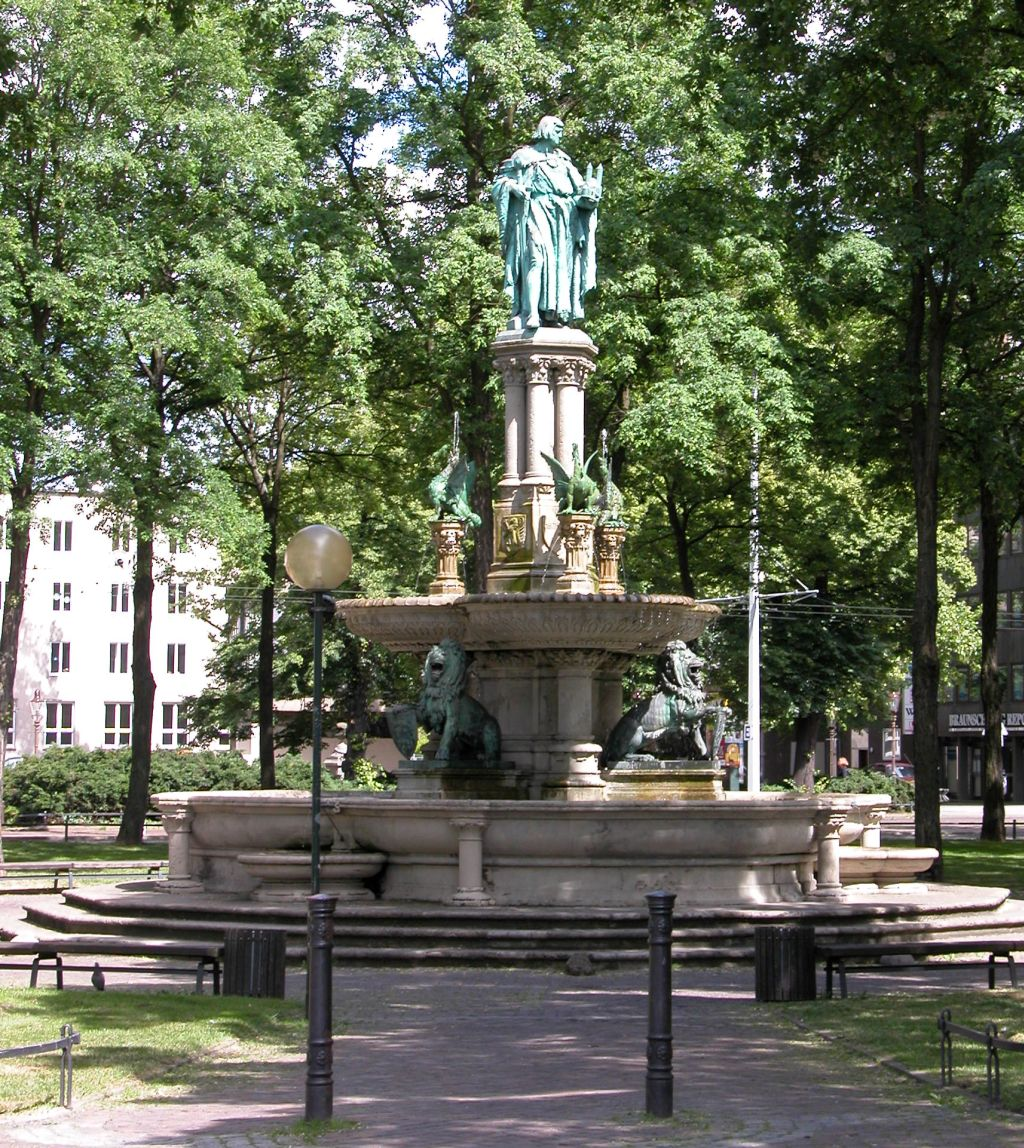
Der Heinrichsbrunnen auf dem Hagenmarkt mit dem Gründer des Hagen, Heinrich dem Löwen
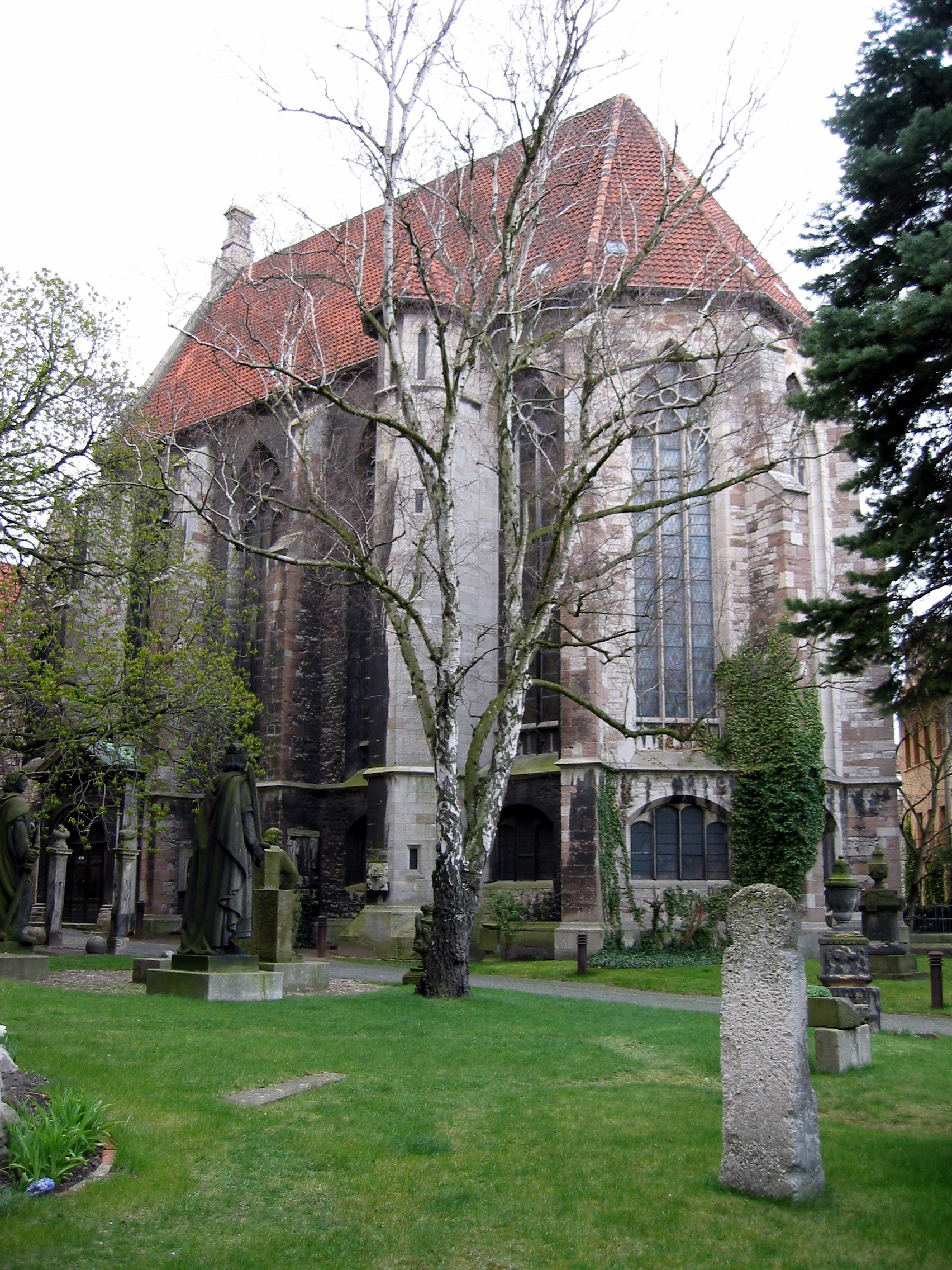
Das Paulinerkloster stand ursprünglich am Hagenscharn und wurde später als Zeughaus genutzt. Beim Abriss des Klosters wurde der Chor der Kirche neben der Ägidienkirche aufgebaut.
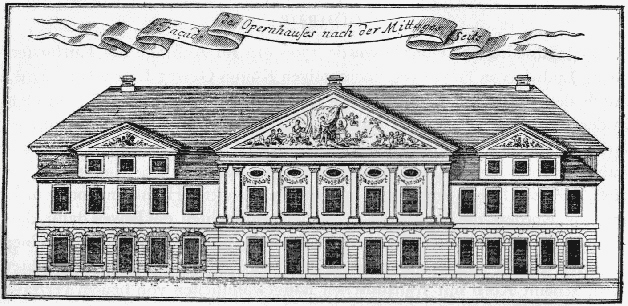
Das Opernhaus (das frühere Hagenrathaus nach Umbau 1689/90)